# لارس فينتر
لارس فينتر (بالفنلندية: Lars Winter)‏ هو مبارز بالسيف فنلندي، ولد في 13 مايو 1962 في لابينرنتا في فنلندا.

## وصلات خارجية
- لارس فينتر على موقع أوليمبيديا (الإنجليزية)